# 닥터 지바고
《닥터 지바고》(영어: Doctor Zhivago, 러시아어: Доктор Живаго)는 1965년 데이비드 린 감독의 로맨스 전쟁 영화이며, 보리스 파스테르나크의 유명한 동명 소설 《의사 지바고》를 바탕으로 만들어진 영화이다.
대한민국에서는 대영영화㈜에서 수입하여 극장 개봉하였다. 1978.01.01 개봉 후 1987.08.01 재개봉, 1999.01.30 재개봉, 2012.01.09 재개봉하였다

## 요약
혁명 전쟁 속에 피어난 사랑 이야기이다. 전쟁과 얼음의 땅, 그곳에는 거대한 전투의 소리와 위대한 사랑의 침묵이 있었다.

## 줄거리
8세의 나이에 고아가 된 유리 지바고(Yuri: 오마 샤리프 분)는 그로메코가(家)에 입양되어 성장한다. 1912년 어느 겨울 밤, 그는 크렘린 궁성 앞에서 노동자들과 학생들이 기마병에게 살해되는 것을 보고 큰 충격을 받는다. 이 일 이후 그는 사회의 여러 뒷면들을 접하게 되고, 의학을 공부해 빈곤한 사람들을 돕고자 꿈꾼다. 그는 그로메코가의 고명딸 토냐(Tonya: 제랄린 채플린 분)와 장래를 약속하면서 열심히 의학실습에 몰두하는데 운명의 여인 라라(Lara: 줄리 크리스티 분)와 마주친다. 그녀는 어머니의 정부 코마로프스키(Komarovsky: 로드 스테이거 분)에게 정조를 빼앗기자 사교계의 크리스마스 무도회장에서 코마로프스키에게 방아쇠를 당겨 총상을 입힌다. 유리는 다시 한번 이 여인에게 호기심을 느낀다. 그러나 라라에게는 혁명가 파샤(Pasha/Strelnikov: 톰 카우트네이 분)라는 연인이 있었다. 1914년 1차대전이 일어나고 군의관으로 참전한 그는 우연히 종군간호부로 변신한 라라와 반갑게 해후한다. 1917년 혁명정부가 수립된 러시아에서 유리와 같은 지식인은 제일 먼저 숙청될 대상이었다. 그래서 그는 우랄 산맥의 오지 바리끼노로 숨어든다. 궁핍하지만 평화가 감도는 전원 생활을 보내다 적적함을 달래기 위해 시내 도서관을 찾은 그는 우연히 그 근처로 이주해온 라라와 다시 운명적으로 만나게 된다. 이때부터 유리는 라라와 토냐 사이를 오가면서 이중 밀회를 지속한다. 그뒤 빨치산에 잡혀 강제 입산을 당한 유리는 천신만고 끝에 탈출하여 이리저리 방황한다. 그 후, 이복 형의 도움으로 생활하던 중에 전차를 타고 가다가 걸어가고 있는 라라를 보고 내려서 황급히 뛰어가다 심장마비로 절명한다. 이것도 모르는 라라는 내란 통에 잃어버린 유리와의 사이에서 난 딸을 찾기 위해 이곳저곳을 기웃거리고 있었다.

## 출연
- 오마 샤리프 - 유리 지바고
- 줄리 크리스티 - 라라
- 제럴딘 채플린 - 토냐
- 로드 스타이거 - 코마로프스키
- 앨릭 기니스 - 예프그라프 지바고
- 쇼반 매케나 (Siobhan McKenna)
- 랠프 리처드슨
- 리타 터싱햄

## 한국판 성우진

### KBS 첫 더빙 (1986)
- 유강진 - 지바고(오마 샤리프)
- 권희덕 - 라라(줄리 크리스티)
- 주희 - 토냐(제랄딘 채플린)
- 김종성 - 예프그라프(알렉 기네스)
- 한상덕 - 코마로프스키(로드 스타이거)
- 설영범 - 알렉산더(랄프 리차드슨)
- 이정구 - 파샤(톰 커트니)
- 김성희 - 안나(시오반 매케나)

### KBS 재더빙 (2001)
- 홍시호 - 지바고(오마 샤리프)
- 이선 - 라라(줄리 크리스티)
- 주희 - 토냐(제랄딘 채플린)
- 유강진 - 코마로프스키(로드 스타이거)
- 안종국 - 예프그라프(알렉 기네스)
- 김승준 - 파샤(톰 커트니)
- 최흘 - 알렉산더(랄프 리차드슨)
- 홍영란 - 안나(시오반 매케나)
- 이완호
- 조달호
- 김정희
- 강연숙
- 김정호
- 황정란
- 김창주
- 윤병화
- 장승길
- 성창수
- 문관일
- 전인배

## 제작
작품 배경은 러시아지만, 핀란드(겨울 장면)와 스페인(여름 장면)에서 촬영했다.